# John Cranko
John Cyril Cranko, južnoafriški baletnik in koreograf, * 15. avgust 1927, Rustenburg, Južna Afrika, † 26. junij 1973, v letalu nad Atlantikom.
Cranko je bil eden najpomembnejših koreografov 20. stoletja.
Po končanem študiju v Kaapstadu se je leta 1946 pridružil Sadler’s Wells baletu v Londonu. Prve uspehe je imel z baletoma Beauty and the Beast (1949) in  Pineapple Poll und Harlequin in April (1951).
Ker je bil preganjan zaradi istospolne usmerjenosti, je zapustil Združeno kraljestvo in leta 1961 postal direktor stuttgartskega baleta, ki ga je vodil do svoje smrti leta 1973. Leta 1971 je v Stuttgartu ustanovil baletno šolo (John Cranko-Schule), ki danes sodi med vodilne baletne akademije na svetu.
Po turneji po ZDA leta 1973 se je na letalu iz Filadelfije proti Stuttgartu zadušil zaradi alergične reakcije na uspavalno tableto. Letalo je zasilno pristalo v Dublinu, kjer so v bolnišnici razglasili njegovo smrt.